# Schefflera euryphylla
Espèce
Statut de conservation UICN

 VU D2 : Vulnérable
Schefflera euryphylla est une espèce de plantes à fleurs de la famille des Araliaceae.

## Publication originale
- Botanische Jahrbücher für Systematik, Pflanzengeschichte und Pflanzengeographie 42(1): 151. 1908.